# Акшак

Древнее Междуречье

Акшак — семитский город-государство в Древней Месопотамии (совр. северный Ирак).
Город Акшак (или Укушук) известен с 3-го тыс. до н. э. Местоположение этого нома не совсем ясно. Обычно его отождествляют с позднейшим Описом (Ктесифон) и помещают на Тигре, против впадения в него реки Диялы.
Цари Акшака в XXV веке до н. э. делили с правителями Киша власть в Северном Двуречье. После захвата Киша царём Урука, Эн-Шакушаном правитель Акшака Зузу присвоил себе титул «лугаль Киша», что по традиции означало гегемонию над севером Шумера. Но спустя короткое время Зузу был разбит лагашским правителем Эанатумом и погиб.